# N507 (België)
De N507 is een gewestweg in België tussen Doornik (R52/N502) en de Franse grens bij Bléharies waar de weg overgaat in de D169. De weg heeft een lengte van ongeveer 11,5 kilometer. Tussen Bruyelle en de Franse grens ligt de weg parallel aan de rivier de Schelde.
De gehele weg heeft twee rijstroken in beide rijrichtingen samen.

## Plaatsen langs N507
- Doornik
- Bruyelle
- Hollain
- Bléharies